# クロコトニツァの戦い
クロコトニッツァの戦い（クロコトニッツァのたたかい ブルガリア語: Битката при Клокотница）は、1230年3月9日にクロコトニッツァ村（現在はブルガリアのハスコヴォ県）近郊で第二次ブルガリア帝国とテッサロニキ帝国が争った戦い。ブルガリア帝国が勝利し、ブルガリアは南東ヨーロッパで最も強力な国となった。

## 紛争の起源
1221年から1222年頃、ブルガリアの皇帝イヴァン・アセン2世は、エピロス専制侯国侯爵のテオドロス1世コムネノス・ドゥーカスと同盟を結んだ。この条約により、テオドロス1世はラテン帝国からテッサロニカを、またオフリドを含むマケドニア地方を征服し、テッサロニキ帝国を樹立することができたのである。 1228年にラテン皇帝ロベールの死後、イヴァン・アセン2世は、ボードゥアン2世の摂政として最も有力視された。テオドロス1世は、ブルガリアがコンスタンティノープルに向かう途中に残された唯一の障害であると考え、1230年3月の初めに、平和条約を破り、宣戦布告なしにブルガリアに侵入した。

## 戦い

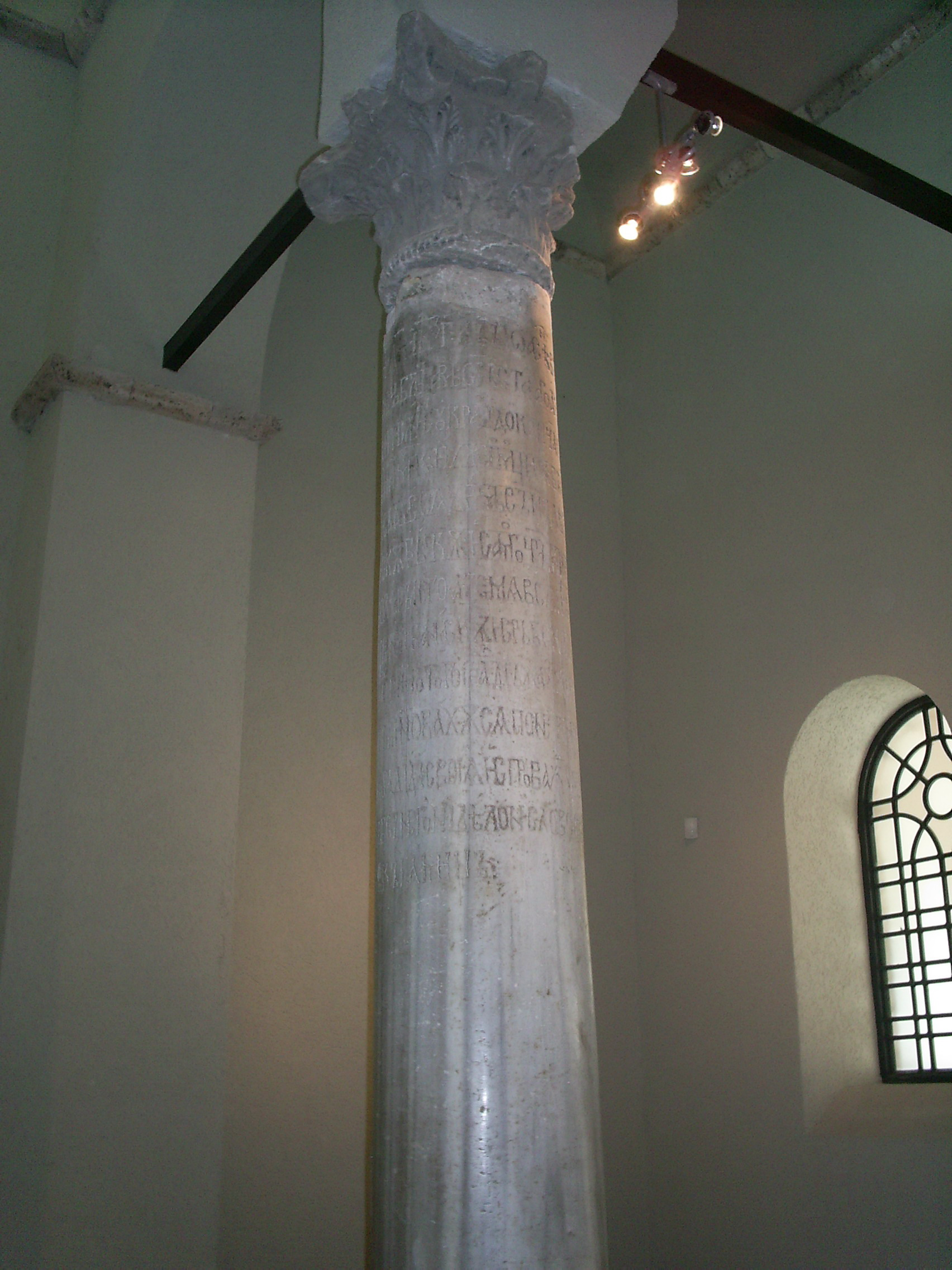
1230年3月9日のクロコトニッツァでの勝利を記念して、聖40殉教者教会にある皇帝イヴァン・アセン2世のタルノヴォ碑文

テオドロス1世は西洋の傭兵を含む大軍を召集した。彼は勝利を確信し、妻子を含む王室全員を連れて行った。彼の軍隊はゆっくりと動き、途中で村を略奪した。ブルガリア皇帝は自国が侵略されたことを知ると、数千人の小さな軍隊（アクロポリスがスキタイと表現したクマン人も含む）を集め、すぐに南に進軍した。ブルガリア軍は、テオドロス1世の軍勢が1週間で移動した距離の3倍の距離を4日間で移動した。
3月9日、両軍はクロコトニツァ村の近くで合流した。イヴァン・アセン2世は、破棄された相互保護条約を槍に刺して旗にするよう命じたと言われている。彼は優れた戦術家であり、ブルガリア軍と早期に遭遇することを想定していなかった敵を包囲することに成功した。戦いは日没まで続いた。テオドロス1世の部下は完全に敗北し、弟のマヌエルが率いる小隊だけが戦場から逃げ出すことができた。残りは、テッサロニキの王宮やテオドロス1世自身を含めて、戦死するか捕虜となった。

## イヴァンアセン2世のタルノヴォ碑文
戦勝を記念して、ブルガリアの皇帝は、ブルガリア帝国の首都ヴェリコ・タルノヴォにある教会「聖40殉教者」の大理石の柱の1つに碑文を刻んだ。この碑文の文章は、現存するあらゆる資料の中で、戦いの結果とその余波を最も正確に示す証拠となっている。
「世界の年6738年（西暦1230年）、3回目の印可。キリストの神におけるヨハネ・アセン、ブルガリアの君主、古い皇帝アセンの息子は、この神殿が装飾されていた私の治世の12年目に、彼らの助けを借りて、聖なる40人の殉教者の名において、基礎から持ち上げ、芸術で飾りつけた。私はルーマニアに出征し、ギリシャ軍を破り、彼らの皇帝、キル・テオドール・コムネノスと彼のすべてのボヤールを捕らえた。そして私は彼の土地のすべてをオドリン（アドリアーノプル）からドラク（ドゥラス）に至る彼の全土を征服し、ギリシャ人とアルバニア人とセルビア人も征服した。そしてツァリグラード周辺の町とこの町はフラジ（ラテン人）によって支配されていましたが、彼らも私の帝国に服属した。彼らには私以外の皇帝がいなかったので、彼らは私に感謝して日々を過ごした。神がこれを命じられたからだ。永遠に彼に栄光あれ、アーメン。」

## 影響
イヴァン・アセン2世は、捕虜となった兵士を直ちに無条件で解放し、貴族たちはタルノヴォに連行された。慈悲深く公正な支配者としての名声は、テオドロス1世の地への進軍に先立ち、テオドロス1世が征服したばかりのトラキアとマケドニアの領土を、ブルガリアは抵抗なく取り戻したのである。テッサロニキ自体はテオドロス1世の弟マヌエルのもとでブルガリアの臣下となった。しかし、イヴァン・アセン2世の死後、エピロスのブルガリア帝国への臣従は終わり、ブルガリアは急速に衰退していった。